# كريس مادن
كريس مادن (بالإنجليزية: Chris Madden)‏ هو لاعب هوكي الجليد أمريكي، ولد في 27 أكتوبر 1978 في ليفربول في الولايات المتحدة.

## وصلات خارجية
- كريس مادن على موقع دوري الهوكي الوطني (الإنجليزية)
- كريس مادن على موقع EliteProspects.com (الإنجليزية)
- كريس مادن على موقع HockeyDB.com (الإنجليزية)